# クレハ建設
クレハ建設株式会社（英: KUREHA CONSTRACTION）は、福島県いわき市に本社をおく総合建設会社。民間の大型建築工事を中心に土木工事、一般住宅工事、不動産事業を展開している。

## 拠点
- 本社：〒974-8232 福島県いわき市錦町綾ノ町16
- 本社別館：〒974-8232 福島県いわき市錦町落合135
- 関東支店：〒300-3257 茨城県つくば市筑穂1丁目15-9
- 東北支店：〒984-0011 宮城県仙台市若林区六丁の目西町8-1斎喜センタービル8F
- 東京営業所：〒103-8552 東京都中央区日本橋浜町3-3-2トルナーレ日本橋浜町

## 沿革
- 1956年 - 呉羽化学工業株式会社錦工場〔現 株式会社クレハ いわき事業所〕工務部の営繕部門と肥料部の荷造り部門が分離独立し、「呉羽興業株式会社」設立
- 1971年 - 「呉羽建設株式会社」に改称
- 1992年 - 「呉羽建設株式会社」から「クレハ建設株式会社」へ改称
- 2006年 - 錦興業株式会社と経営統合し、「クレハ錦建設株式会社」となる
- 2022年 - 「クレハ錦建設株式会社」から「クレハ建設株式会社」へ改称
- 2024年 - 株式会社クレハエンジニアリングを吸収合併

## 許可登録番号
建設業許可
- 国土交通大臣許可　特6第307号
  - 土木工事業、建築工事業、大工工事業、左官工事業、とび・土工工事業、石工事業、屋根工事業、電気工事業、管工事業、タイル・れんが・ブロック工事業、鋼構造物工事業、鉄筋工事業、ほ装工事業、しゅんせつ工事業、板金工事業、ガラス工事業、塗装工事業、防水工事業、内装仕上工事業、機械器具設置工事業、熱絶縁工事業、造園工事業、建具工事業、水道施設工事業、解体工事業
- 国土交通大臣許可　般6第307号
  - 電気通信工事業、消防施設工事業

一級建築士事務所登録番号
- 福島県知事　第18（408）0015号

測量業者登録番号
- 国土交通大臣登録　第（12）6264号

宅地建物取引業者免許番号
- 国土交通大臣　（7）5175号

福島県産業廃棄物収集運搬業許可番号
- 第00709170985号

## 子会社
- クレハ電機株式会社
- クレハ設備株式会社
- クレハ工事株式会社